# Monk (colonna sonora)
Monk è la colonna sonora della serie televisiva Detective Monk. Le 36 tracce composte da Jeff Beal sono prese dai vari episodi della serie. Uno solo non vi fu incluso.

## Tracce
1."Monk Theme" - 02:34

2."Miming Mr. Monk" - 01:34

3."They're Killing Dr. Gould" - 01:03

4."A Clean Apartment" - 01:16

5."Finding The Pebble" - 00:58

6."Rejection" - 00:40

7."Trudy's Theme" - 02:18

8."I Think I Smell Gas" - 01:49

9."Keys In The Casket" - 2-15

10."Lucky Guy" - 01:30

11."Fat Suit Folly" - 01:43

12."Monk Visits The Garage" - 02:46

13."Counting Meters" - 01:12

14."Monk Interrogates Gavin" - 01:13

15."Remember Me?" - 03:05

16."There Was A Struggle" - 01:43

17.'"Monk Theme" - 00:51

18."Have Fun" - 01:05

19."Pebbles And Clues" - 01:05

20."Sharpening Pencils" - 00:48

21."Zen Monk" - 00:47

22."Monk's A Hero" - 00:56

23."Love These Sneaks" - 02:03

24."My Hero" - 00:56

25."On The Beach" - 00:53

26."The Final Chase" - 03:49

27."Start The Watch" - 01:00

28."Losing It?" - 00:33

29."Monk Escapes" - 02:32

30."Worried Monk" - 01:09

31."Restaging The Murder" - 01:48

32."Running Away" - 00:54

33."Finding, Looking" - 01:07

34."Back Safe At Home" - 01:03

35."The Kiss" - 01:08

36."Monk Theme" - 01:19